# Araqueda
Araqueda es un pueblo que pertenece al Distrito de Cachachi, ubicado en la Provincia de Cajabamba ubicado en el Departamento de Cajamarca.
El pueblo de Araqueda, en tiempos pasados, era una extensa hacienda que pertenecía al realista don Miguel de Escalante y Velezmoro. En dicho lugar vivía con toda su familia en medio de comodidades que ni la provincia de Cajabamba las tenía, por ejemplo: luz eléctrica, vajillas lujosas, banda de músicos, automóviles, entre otras.
.....
Según la historia, la hacienda de Araqueda pasó de don Miguel de Escalante a manos de don Luis José de Orbegoso, posteriormente dejó sus bienes a sus hijos Jorge de Orbegoso Alvarado y Luis José de Orbegoso Tudela.
Araqueda fue hacienda hasta cuando se publicó la Ley de la Reforma Agraria durante el gobierno militar de Juan Velasco Alvarado [1968 - 1975]. Dada dicha ley la hacienda se fragmentó en pequeños terrenos que pasaron a manos de los campesinos.
En la actualidad este pueblo venera a Cristo Pobre, cada mes de agosto. Los devotos le rinden homenaje con sus danzas coloridas, fuegos artificiales, y sobre todo con la tradicional procesión.
El pueblo tiene en la actualidad aproximadamente 81 viviendas y el pueblo tiene una altitud de 2562 m s. n. m.